# إتش 295 آر
H295R (المعروف أيضًا باسم NCI-H295R) هو عبارة عن سلالة من خلايا قشرة الغدة الكظرية المنتجة للستيرويد والتي تستجيب لـ "الأنجيوتنسين-2". عُزل لأول مرة في عام 1980 من مريضة تبلغ من العمر 48 عامًا شُخصت بسرطان قشرة الغدة الكظرية. زُرعت المجموعات السكانية متعددة النسائل الأولية لخلايا الورم التي تم الحصول عليها من ورم المريضة وأطلق على سلالة الخلايا الناتجة NCI-H295. نظرًا لمعدلات النمو البطيئة وانفصال سهل لسلالات NCI-H295 الأصلية، بذلت جهود لانتقاء مجموعة من الخلايا التي لديها ارتباط أفضل بطبقة أحادية وتنمو بشكل أسرع. تم تطوير ثلاثة سلالات بناءً على مكمل المصل المستخدم للنمو، والتي أطلق عليها اسم H295R-S1 و H295R-S2 و H295R-S3. جميع السلالات الثلاثة تنمو كمحاصيل أحادية الطبقة ملصقة.

## روابط خارجية
- دخول التشيلوصور لـ إتش 295 آر